# Волщински окръг
Волщински окръг (на полски: Powiat wolsztyński) е окръг в Западна Полша, Великополско войводство. Заема площ от 679,74 км2. Административен център е град Волщин.

## География
Окръгът се намира в историческия регион Великополша. Разположен е в западната част на войводството.

## Население
Населението на окръга възлиза на 56 587 души (2012 г.). Гъстотата е 83 души/км2.

## Административно деление
Административно окръгът е разделен на 3 общини.
Градско-селска община:
- Община Волщин

Селски общини:
- Община Пшемент
- Община Шедлец

## Галерия
- Волщин
- Пшемент
- Шедлец